# بابارتس
بابارتس (به مجاری: Babarc) یک شهرداری در مجارستان است که در ناحیه بوی واقع شده‌است. بابارتس ۱۸٫۸۵ کیلومتر مربع مساحت و ۷۰۸ نفر جمعیت دارد.